# Prockiopsis
Prockiopsis is een geslacht uit de familie Achariaceae. De soorten uit het geslacht komen voor op het eiland Madagaskar.

## Soorten
- Prockiopsis calcicola G.E.Schatz & Lowry
- Prockiopsis grandis G.E.Schatz & Lowry
- Prockiopsis hildebrandtii Baill.
- Prockiopsis orientalis Capuron ex G.E.Schatz & Lowry
- Prockiopsis razakamalalae G.E.Schatz, Lowry & Rakotovao